# Cerdistus indifferens
Cerdistus indifferens är en tvåvingeart som beskrevs av Becker 1923. Cerdistus indifferens ingår i släktet Cerdistus och familjen rovflugor. Inga underarter finns listade i Catalogue of Life.